# Octophialucium funerarium
Octophialucium funerarium är en nässeldjursart som först beskrevs av Jean René Constant Quoy och Joseph Paul Gaimard 1827.  Octophialucium funerarium ingår i släktet Octophialucium och familjen Malagazziidae. Inga underarter finns listade i Catalogue of Life.